# Boeing F/A-18 Super Hornet
El Boeing F/A-18 Super Hornet (en inglés: súper avispón) es un caza polivalente, bimotor, de cuarta generación de origen estadounidense y con capacidad todo tiempo, diseñado para ser embarcado en portaaviones. 
Fue desarrollado en los años noventa por la compañía McDonnell Douglas (desde 1997 integrada en Boeing), basándose en los F/A-18C/D Hornet, pero siendo una evolución de mayor tamaño y más avanzada.
Comparado con el Hornet original, el Super Hornet es más pesado, con más alcance y dispone de más capacidad para armamento. A pesar de ello, ha sido criticado por no tener prestaciones que sí tenían los aviones que ha reemplazado.
El Super Hornet dispone de un cañón automático interno de 20 mm y en los puntos de anclaje externos puede llevar misiles aire-aire, armamento aire-superficie y depósitos suplementarios de combustible. Además de poder ser reabastecido de combustible en vuelo, también puede ser configurado como avión cisterna añadiéndole depósitos suplementarios y el sistema para reabastecer a otros aviones.
Diseñado y producido inicialmente por McDonnell Douglas, el Super Hornet realizó su primer vuelo en el año 1995. Su producción en serie comenzó en septiembre de 1997, después de la fusión de McDonnell Douglas y Boeing el mes anterior. Este cazabombardero entró en servicio con la Armada de los Estados Unidos en el año 1999, reemplazando al F-14 Tomcat desde el año 2006, y sirve junto al Hornet original. En 2007, la Real Fuerza Aérea Australiana encargó aviones Super Hornet para reemplazar su antigua flota de aviones F-111.

## Diseño y desarrollo

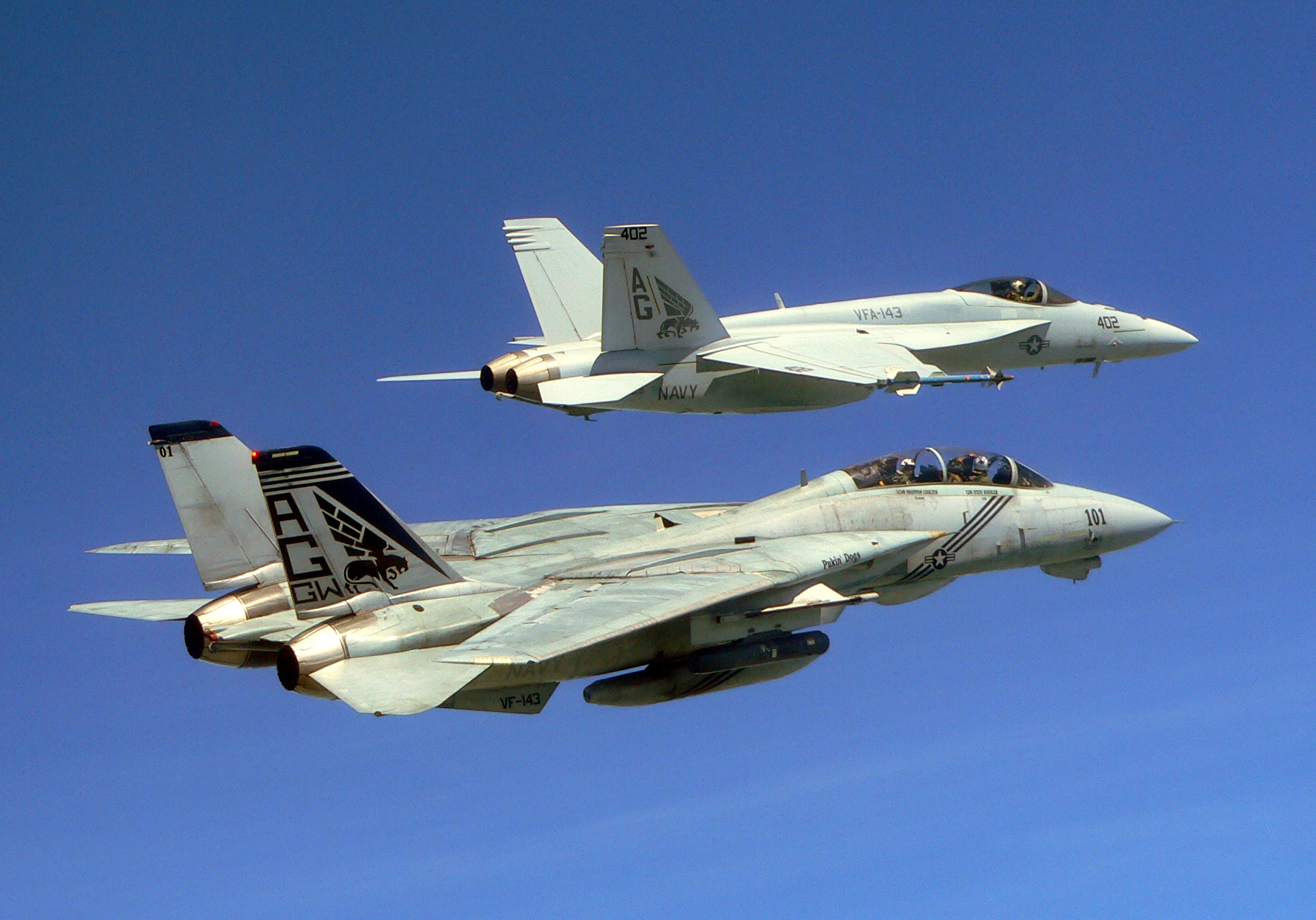
Un F/A-18E "Super Hornet" (arriba) volando junto al F-14B Tomcat (en primer plano), del Escuadrón de Caza y Ataque VFA-143 de la Armada de los Estados Unidos, en el enero de 2005, cuando el "Super Hornet" comenzó a reemplazar al F-14.

### Antecedentes
El nuevo y mejorado caza "Super Hornet", es un avión de combate tipo caza polivalente totalmente nuevo, que sigue la continuación de producción en serie, de la generación de aviones caza McDonnell Douglas F/A-18 Hornet, el caza naval de peso medio embarcado en los portaaviones clase Nimitz, demostrando este nuevo modelo que es más eficaz que el primer "Hornet" clásico.
El nuevo "Super Hornet" es, finalmente, lo que el primer "Hornet" estaba destinado a ser. El programa VFAX llevó a la producción del caza naval F/A-18A/B y se puso en marcha durante la década de 1970. El objetivo original de este proyecto era obtener un avión de combate embarcado en portaaviones de cuarta generación de cazas de reacción para poder reemplazar definitivamente a todos los aviones embarcados en portaaviones de la Armada estadounidense, como el Douglas A-4 Skyhawk, el avión de ataque A-7 Corsair II (que pertenecen a una generación anterior) y el caza pesado Phantom F-4, y poder reemplazar en el futuro al entonces nuevo caza pesado F-14 Tomcat. Pero con la catastrófica disminución de la financiación de la Armada, esta no podía comprar más aviones F-14D, el último modelo y más avanzado y capaz del Tomcat para equipar sus portaaviones, y necesitaba al mismo tiempo una plataforma más grande que el caza Hornet "clásico", que resultó ser un avión naval demasiado pequeño y limitado, como para ser verdaderamente eficaz en las misiones de patrulla de los portaaviones frente a la costa de la Unión Soviética en el mar de Japón, y operar en misiones de combate con la nueva función de reabastecimiento en vuelo de otros aviones de combate.
La sustitución de los cazas pesados de largo alcance F-14 Tomcat, que se lograron mantener en servicio como cazas de primera fila de la Armada por más de 20 años, era el nuevo proyecto de un caza de la misma, el Advanced Tactical Fighter, una variante naval derivada del caza de base en tierra F-22, de diseño furtivo. Pero este nuevo proyecto era demasiado caro para el reducido presupuesto de la Armada. El F-14 podría haber evolucionado y seguido en primera fila, pero los presupuestos menguantes y la falta de enemigos llevaron a retirar los mismos como medida de ahorro. Además el F-14 era muy caro de mantener, frente a los más baratos de operar y mantener F/A-18.
En paralelo la inevitable retirada del avión de ataque Grumman A-6 Intruder y sus derivados aviones cisternas KA-6D durante este período, y la cancelación de su sustituto por su alto coste, exacerbaron aún más los males de la Armada. 
La situación era preocupante a medio plazo, y la falta de aviones modernos embarcados llevó incluso a evaluar "americanizar" el Dassault Rafale como medida temporal. Sencillamente, había que reemplazar a los aviones de caza y ataque embarcados y no había ningún proyecto de avión sustituto. Se convocó finalmente un concurso para comprar un nuevo avión polivalente de caza y ataque. El resultado fue un avión que se basaba oficialmente en el F-18, pero con el que compartía en realidad pocos componentes. Tras los fracasos anteriores, la Armada logró maniobrar políticamente, vendiendo al Congreso el nuevo avión como un rediseño del actual caza Hornet.
Los orígenes del caza "Super Hornet" se encuentran en el período posterior al fin de la Guerra Fría, ya que, cuando la Unión Soviética colapsó, cambió el papel de la Armada estadounidense, que quedó lejos de las operaciones de control marítimo en los océanos, debido a que disminuyó la amenaza soviética. Pero desde el ataque terrorista del 9/11, nuevamente el control del mar ha sido el papel dominante de la Armada, pero ahora en el mar frente a los países árabes y enfocado a proyectar el poder aéreo naval sobre tierra.
El "Super Hornet" es sustancialmente un nuevo avión caza de generación 4++, que comparte solamente algunas estructuras comunes con la familia del caza naval del F/A-18A-D Hornet. Mientras que el fuselaje delantero del nuevo F/A-18E/F se deriva de la concepción del anterior F/A-18C, el último de la serie "Hornet" el ala es más grande, el centro del fuselaje y el fuselaje trasero, las superficies de cola y los mandos de las centrales eléctricas de vuelo por cables fly-by-wire son totalmente nuevos. El sistema de aviónica de referencia es, sin embargo, en gran parte derivado del último F/A-18C, con un crecimiento previsto, a través de derivados, más evolucionado del nuevo radar, EW y el núcleo de los sistemas de aviónica, y sistemas completamente nuevos en su caso, para información al piloto.
La designación F/A-18E/F original refleja el hecho de que la aeronave se deriva de la familia del anterior caza F/A-18 desde el modelo A hasta el modelo D, incluso si se trata de un rediseño de fuselaje significativamente más grande, el programa se implementó oficialmente como una propuesta de mejoras del modelo D, para evitar un costoso programa de demostración de pruebas de vuelo y pruebas estacionarias, en un nuevo modelo. Un efecto secundario de esta iniciativa, en el modelo final, es que el F/A-18E/F es frecuentemente relacionado como cualquier otro "Hornet", aunque es un caza totalmente nuevo, muy diferente en muchos aspectos.
Desde una perspectiva de diseño, los cambios más notables en el nuevo caza "Super Hornet" son su tamaño, peso y capacidad de transporte de carga de armas y combustible, diseñado en torno a una mayor capacidad interna de transporte de combustible de 14 700 libras, esto es comparable a la capacidad de transporte de combustible del caza pesado de largo alcance F-15 Eagle. En total, transporta una carga de combustible interno 36 % mayor que el anterior F/A-18C, con el objetivo de aumentar su alcance en combate, aumentar el tiempo de patrulla en misiones de reconocimiento y escolta de la escuadra naval sobre el mar, pero al mismo tiempo, mantener el rendimiento y la agilidad en combate, establecida en el anterior modelo F/A-18C, que superaba a todos los aviones embarcados en los portaaviones clase Nimitz. Para mantener estas prestaciones de vuelo a media y baja altitud era necesario cambiar el diseño de la aeronave, con un ala principal más grande, con un aumento del 25 % en el área. El resultado de estos cambios de tamaño es un aumento del peso en vacío de la aeronave, pero que se logró controlar con el uso de materiales compuestos.
En este momento, el nuevo y mejorado "Super Hornet" solamente es utilizado por la Armada estadounidense, Kuwait y Australia (Canadá lo encargó y luego canceló ), aunque fue ofrecido a otros países como un nuevo caza pesado de largo alcance de base en tierra, generación 4++, ideal para defender la costa del país y los territorios de ultramar, islas, golfos, mar territorial, canales, rutas marítimas, plataformas petroleras. Dispone de más de 2000 km de alcance en combate, con capacidad de transportar hasta 5 depósitos de combustible externos, 4 bajo las alas y 1 bajo el fuselaje central, y capacidad adicional para reabastecimiento aéreo de combustible, con un nuevo depósito de combustible instalado bajo el fuselaje central, con el sistema de canasta y manguera flexible, para aumentar más el alcance de otros aviones "Super Hornet", siendo esta nueva función su principal ventaja frente a otros aviones de combate.
Su bautismo de fuego fue durante la Operación Southern Watch y durante la invasión americana de Irak, principalmente en la defensa de la escuadra naval y la interdicción aérea, volando sobre el campo de batalla y realizando las funciones de apoyo aéreo cercano, complementando al caza pesado de base en tierra F-15E Strike Eagle.

## Desarrollo

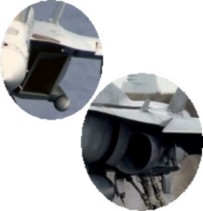
Toma de aire angular del Super Hornet y toma de aire ovalada del Hornet.

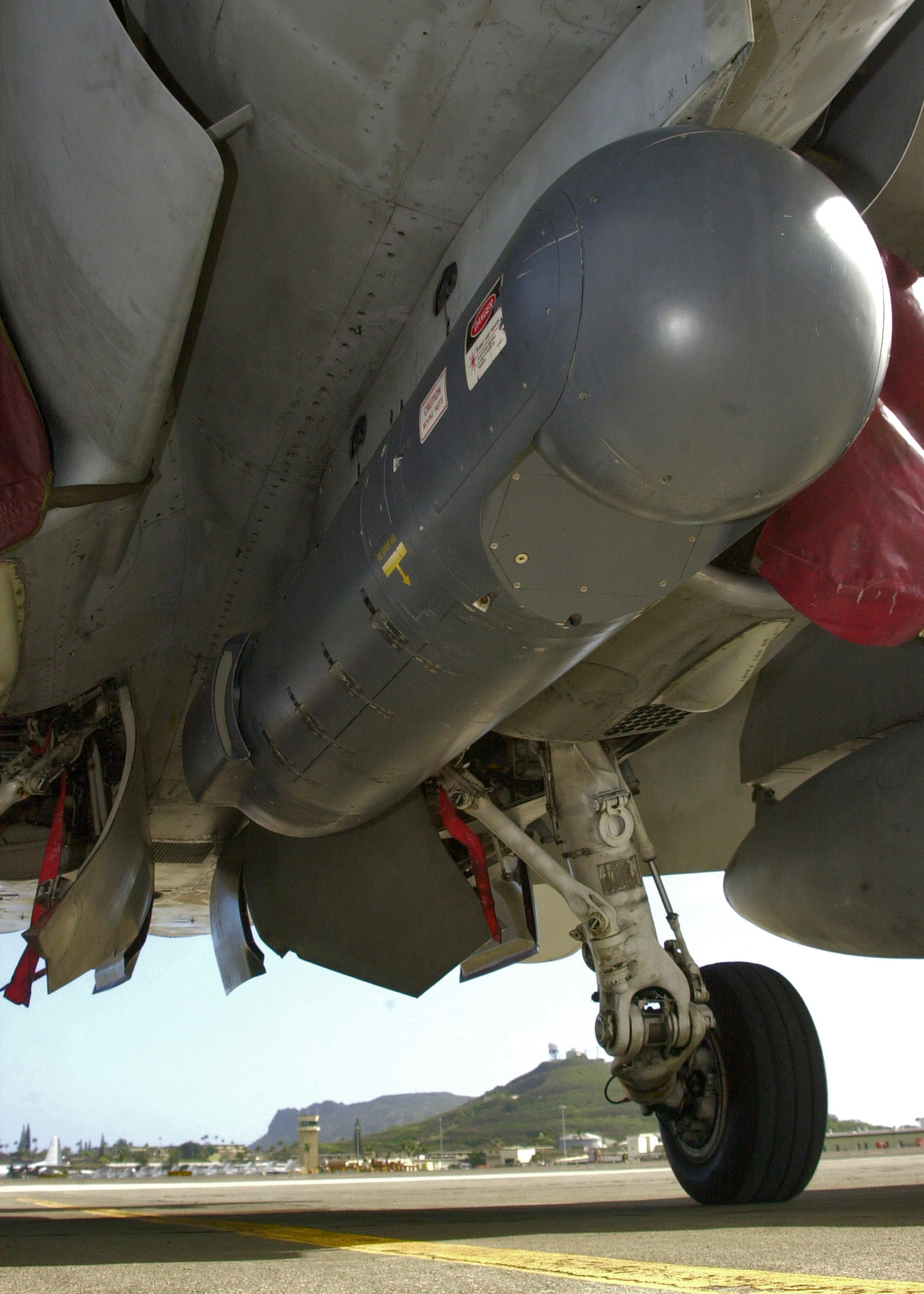
"Contenedor de información" LITENING en un McDonnell Douglas F/A-18 Hornet.

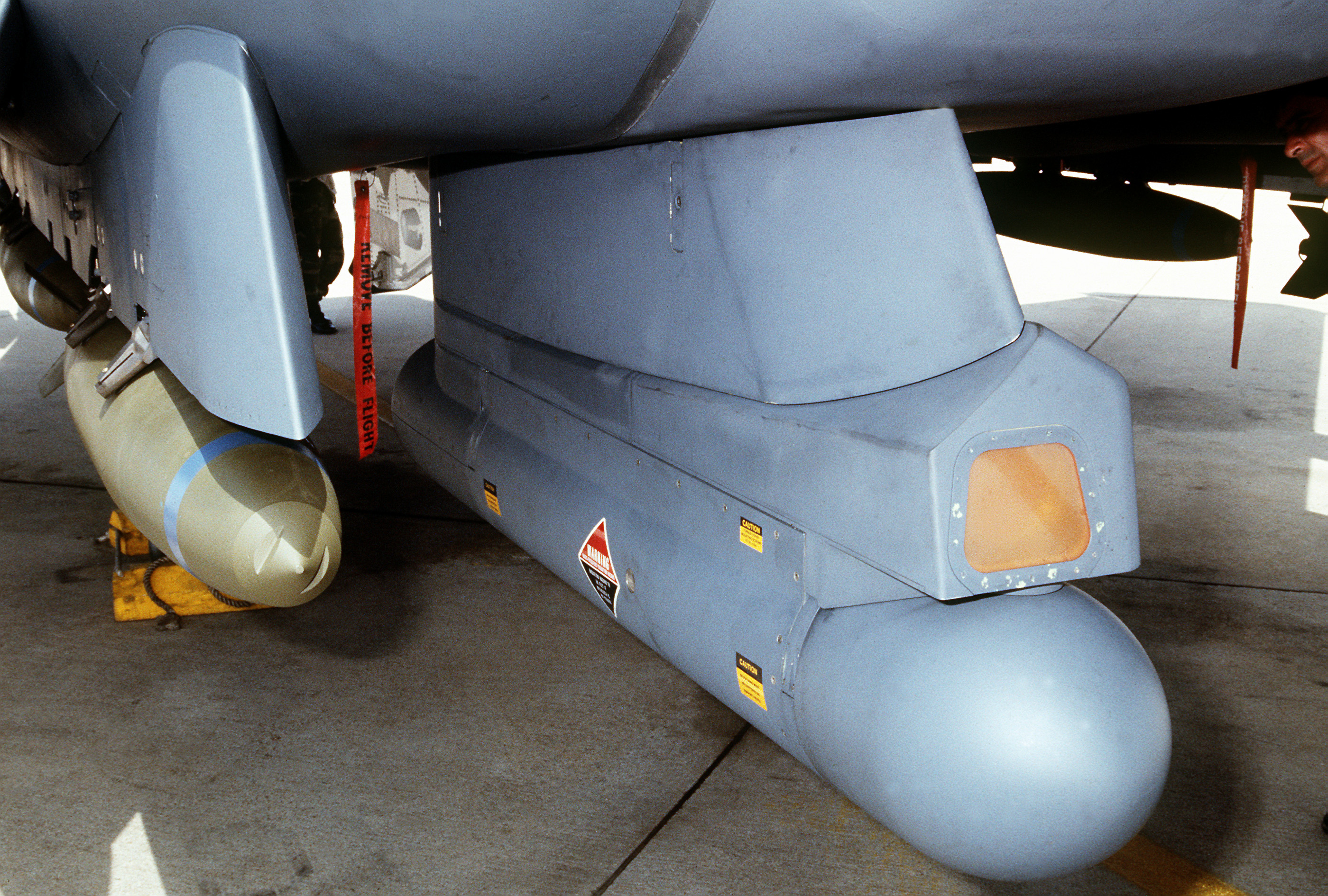
Contenedor de información LANTIRN a bordo de un F-15E, similar al que puede transportar el nuevo "Super Hornet".

El nuevo Super Hornet es una versión mejorada del caza McDonnell Douglas F/A-18 Hornet, más grande y pesado, con mayor capacidad para transportar armamento pesado, ideado para el ataque a tierra y naval, con nuevas tomas de aire a los motores más grandes y de forma rectangular, proyectadas más hacia adelante de la aeronave, en forma parecida al afamado caza naval pesado bimotor de largo alcance F-14 Tomcat, para poder aumentar la potencia de los motores y su capacidad para reabastecer de combustible a otros aviones de caza, con un nuevo depósito de combustible externo, instalado bajo el fuselaje central de la aeronave, del tipo canasta y manguera flexible.
El Super Hornet se convertirá en el avión de combate base para defender la flota de la Armada estadounidense, como uno de los aviones más potentes que se han construido y permanecerá en producción durante muchos años más. También es muy probable que se analice cuidadosamente, como un reemplazo potencial, para equipar a la Fuerza Aérea de otros países, que necesitan modernizarse con un nuevo avión de combate generación 4++.
El primer prototipo del avión de combate F/A-18 se inició en los años setenta, junto con el caza Lockheed Martin F-16 Fighting Falcon. En este momento, los portaaviones clase Nimitz de la Armada estaban equipados con varios aviones de combate para diferentes propósitos, como el caza McDonnell Douglas F-4 Phantom II, el bombardero Grumman A-6 Intruder, los aviones de ataque LTV A-7 Corsair II y el Douglas A-4 Skyhawk, y el nuevo caza pesado F-14 Tomcat, bimotor, de diseño biplaza y de largo alcance, que nace en la década de 1960, con el programa VFX/VFAX, que inicialmente iba a ser el reemplazo programado del F-4 Phantom en los portaaviones, mientras se cubría la brecha en la capacidad de defensa aérea de la flota por el fracaso del programa Fénix, para tratar de equipar a los portaaviones de la Armada con una variante naval del bombardero de base en tierra F-111B.
Una de las características aerodinámicas más notable en su nuevo diseño es un gran borde de ataque, que se extiende sobre las tomas de aire de los motores gemelos, desde las alas principales, hasta el costado de la cabina de mando, es un diseño de borde de ataque más amplio, largo y extendido hacia los costados de la aeronave, que el del modelo anterior del Hornet, destinado a mejorar las características de ascenso y giro de la nave, en el vórtice de alta maniobra, para combate aéreo cerrado contra otros aviones caza (dogfight), y reducir el margen de estabilidad estática, para mejorar las características de giro a los costados.
El fuselaje del nuevo Super Hornet se basa en gran parte de las aleaciones de aluminio, con amplio uso de fibra de carbono en las alas, elevadores y la cabina de mando, y titanio en varias áreas críticas, como el tren de aterrizaje y las bases de las alas; tiene un nuevo tren de aterrizaje más alto y reforzado, que extiende su vida operativa.
Puede transportar nuevos sensores ópticos en contenedores (contendor de información), en forma de un misil, instalados a los costados de las entradas de aire a los motores, equipados con cámaras termográficas, telémetro láser, para realizar las misiones de ataque a tierra y naval; como equipamiento estándar, cuenta con cámaras de TV con lentes estabilizadas para la identificación de objetivos enemigos, el sensor IRS para rastrear la posición del objetivo de forma pasiva, sin alertar al avión enemigo con las señales del radar de la aeronave, optimizando el ataque aire-aire, en combates cerrados y en misiones de ataque aire-tierra, con sistemas integrados (IRADS) y contenedores (Tack Pave, LANTIRN, TIALD, LITENING), nuevos sensores BVR de identificación visual, imágenes térmicas para buscar blancos aéreos en un amplio campo de visión y seleccionar objetivos para atacar en tierra, y seleccionar blancos en la superficie, barcos de guerra y aviones volando a baja altitud, y seleccionar con precisión un objetivo específico para su ataque con misiles, para informar al piloto de su posición con el nuevo visor HUD y proyectar la imagen en el casco del piloto.

### Origen

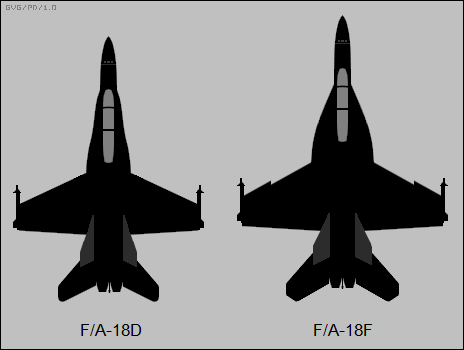
Diferencia de tamaño entre el F/A-18D Hornet y el F/A-18F Super Hornet.

Una versión primitiva del Super Hornet fue comercializada por McDonnell Douglas como Hornet 2000 en los años 80, sin éxito. El concepto del Hornet 2000 era una versión avanzada del F/A-18 con alas más grandes, un fuselaje más largo para cargar más combustible y motores más potentes, todo ello daba más alcance y potencia de ataque.
La Aviación Naval de los Estados Unidos se enfrentó con una serie de problemas a principios de los años 90. El programa A-12 Avenger II, destinado a sustituir a los cada vez más obsoletos aviones de ataque A-6 Intruder y A-7 Corsair II, se había encontrado con serios problemas y fue cancelado. La Guerra del Golfo puso de manifiesto que la capacidad de ataque de la Armada de los Estados Unidos con aviones embarcados en los portaaviones clase Nimitz se quedaba por detrás de la capacidad de la Fuerza Aérea de los Estados Unidos en algunos aspectos, sobre todo en lo referente a capacidad de transportar armamento pesado, municiones inteligentes y nuevas capacidades de ataque, en todo tipo de clima.
Sin un nuevo programa para fabricar un caza naval, que probablemente no produciría resultados hasta cerca del 2020, y dadas las restricciones presupuestarias llegadas en vigor en aquel momento, la Armada consideró que actualizar un diseño existente en su inventario era la opción más atractiva y económica. Como una alternativa al programa del A-12, la empresa fabricante de aviones de combate McDonnell Douglas propuso el programa Super Hornet (inicialmente llamado Hornet II en los años 80) que mejorara los primeros modelos F/A-18, basado en la experiencia de McDonell Douglas en aviones de ataque, y que serviría como alternativa de reemplazo para el A-6 Intruder. Al mismo tiempo, la Armada estadounidense necesitaba una flota de cazas de defensa de la escuadra naval, para reemplazar definitivamente al caza F-14 Tomcat, que todavía continuaba volando en los portaaviones, en lugar del cancelado proyecto NATF (Navalized Advanced Tactical Fighter), que fue un proyecto experimental, para construir una variante naval del F-22 Raptor.

### Producción

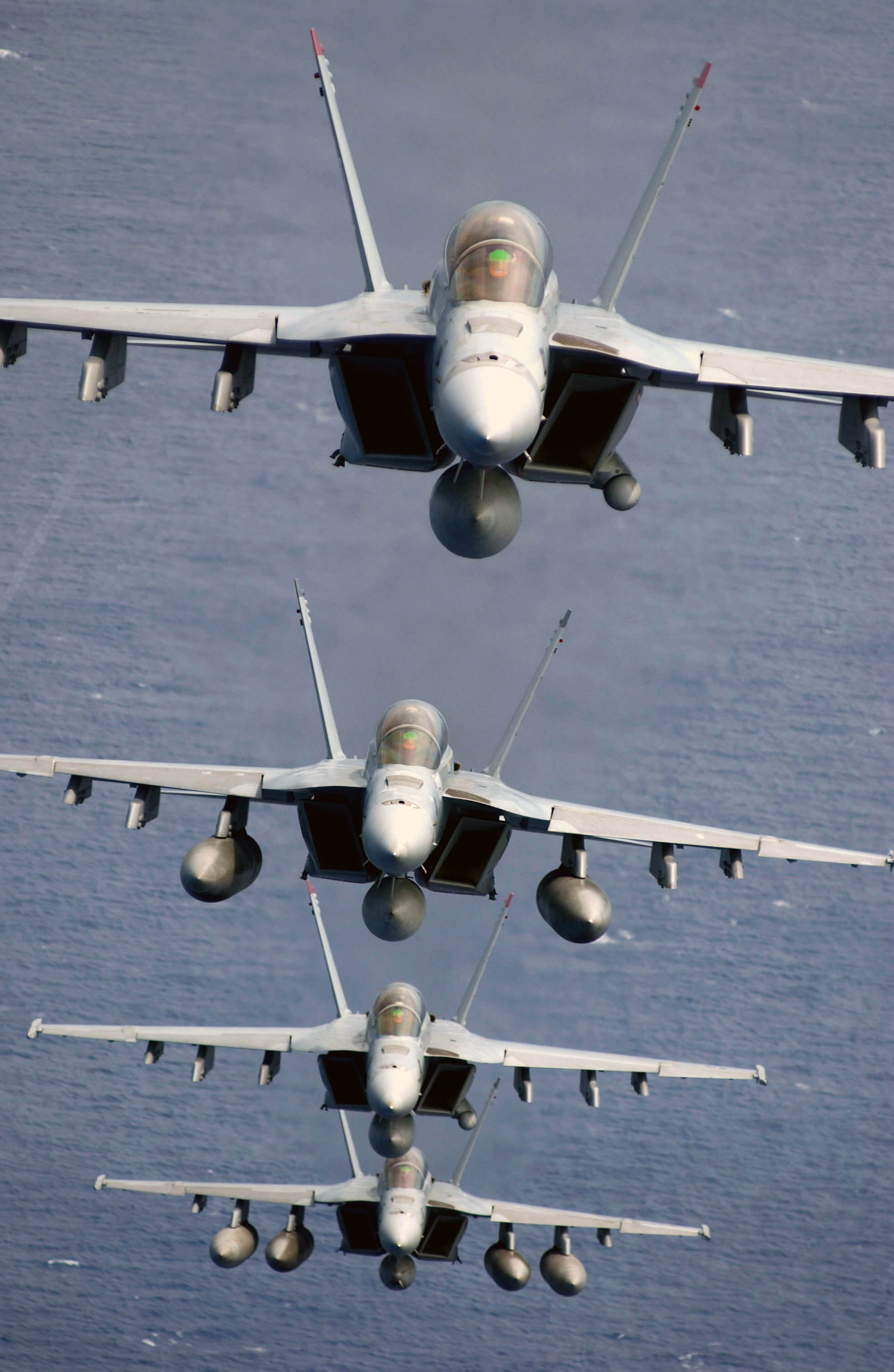
Cuatro F/A-18F Super Hornet del Escuadrón de Caza y Ataque 41 (VFA-41) de la Armada de los Estados Unidos, conocidos como Black Aces, vuelan sobre el Pacífico en formación de pila en el 2003.

El nuevo y mejorado Super Hornet fue encargado por la Armada de los Estados Unidos en 1992, que emplearía este moderno caza naval, catalogado como pesado, que también se ofrece para su exportación a otros países, como un caza polivalente de base en tierra, para reemplazar al caza F-14 Tomcat, estableciendo todos sus aviones de combate naval en variantes Hornet, hasta la introducción final del nuevo caza de «quinta generación» F-35C Lightning II. La Armada mantuvo la designación de F/A-18 para ayudar a vender el programa al Congreso como una derivación de bajo riesgo, una mejora del anterior F-18, aunque en realidad el Super Hornet es en gran parte una aeronave completamente nueva.
El anterior caza de peso medio F-18 Hornet y el nuevo caza pesado Super Hornet comparten muchas características de diseño y vuelo, incluyendo aviónica, asiento eyectable, radar, armamento, programas informáticos de misión y procedimientos de mantenimiento y operación. En particular, los nuevos F/A-18E/F conservaron la mayoría de los sistemas de aviónica configurados en aquel momento en los F/A-18C/D.
El Super Hornet realizó su primer vuelo el 29 de noviembre de 1995. Los vuelos de pruebas comenzaron en 1996 con el primer apontaje de un F/A-18E/F en un portaaviones en 1997. La producción del Super Hornet se inició a bajo ritmo en marzo de 1997, y a plena producción a partir de septiembre. Las pruebas continuaron hasta 1999, finalizando con los ensayos en el mar y las demostraciones de reabastecimiento en vuelo. En las pruebas se realizaron 3100 vuelos y se cubrieron 4600 horas de vuelo. El Super Hornet fue sometido a pruebas operativas y evaluaciones de la Armada estadounidense en 1999, y fue aprobado en febrero de 2000.
La capacidad operativa inicial (IOC) fue alcanzada en septiembre de 2001 con el Escuadrón de Caza y Ataque VFA-115 en la Estación Aeronaval de Lemoore, California. La Armada consideró la adquisición del nuevo caza pesado Super Hornet un éxito, al cumplirse los objetivos sobre el coste, los plazos y requerimientos de peso (181 kg por debajo).
A pesar de tener el mismo diseño general, bimotor, doble deriva y los mismos sistemas, el nuevo Super Hornet, catalogado como un caza pesado, difiere en muchos aspectos del caza de peso medio F/A-18 Hornet original. El Super Hornet es llamado informalmente «Rhino» (Rinoceronte) para distinguirlo de los primeros modelos Hornet y evitar la confusión en las llamadas por radio. Esto ayuda a que las operaciones de vuelo sean seguras, ya que la catapulta y los sistemas de detención deben ser preparados de forma distinta para el más pesado Super Hornet. El apodo Rhino fue usado anteriormente por el F-4 Phantom II, retirado de la flota en 1986.
La Armada de los Estados Unidos vuela actualmente tanto el F/A-18E monoplaza como el F/A-18F biplaza en misiones de combate, ocupando el lugar de los ya retirados cazas pesados F-14 Tomcat, el avión antisubmarino y cisterna aéreo S-3 Viking, el bombardero de ataque medio A-6 Intruder y su variante para guerra electrónica, el más moderno EA-6B Prowler.
Una variante de guerra electrónica del Super Hornet, el nuevo EA-18G Growler, sustituirá al antiguo EA-6B Prowler. La Armada llama a esta reducción de tipos de aeronaves un "neck-down" o "cuello-hacia abajo".
En la era de la Guerra de Vietnam, las capacidades actuales del Super Hornet eran cubiertas por las siguientes aeronaves: A-1 Skyraider/A-4 Skyhawk/A-7 Corsair II (ataque ligero), A-6 Intruder (ataque medio), F-8 Crusader/F-4 Phantom II (caza), RA-5C (reconocimiento), KA-3B/KA-6D (cisterna) y EA-6 Prowler (guerra electrónica). Por esto se considera un ahorro de 1 000 millones de dólares anual en toda la flota de portaaviones, como resultado de reemplazar otros tipos de aeronaves con el nuevo y más completo Super Hornet.
En 2003, la Armada estadounidense identificó un defecto en los pilones subalares del Super Hornet que podrían reducir la vida de servicio operativo de la aeronave, si no se reparaba. El problema se ha corregido en los nuevos aviones de producción en serie y los aviones existentes serían reparados a partir de 2009.
A principios de 2008, Boeing discutió crear una mejora Bloque III del Super Hornet con las fuerzas armadas de Estados Unidos y Australia, para su uso desde bases aéreas en tierra y ofrecerlo a la venta a otros países. Sería una actualización a 4,75.ª generación (generación 4++) con más capacidades furtivas hacia adelante y un alcance extendido, para ser reemplazado en 2024 por un caza de sexta generación.

## Diseño

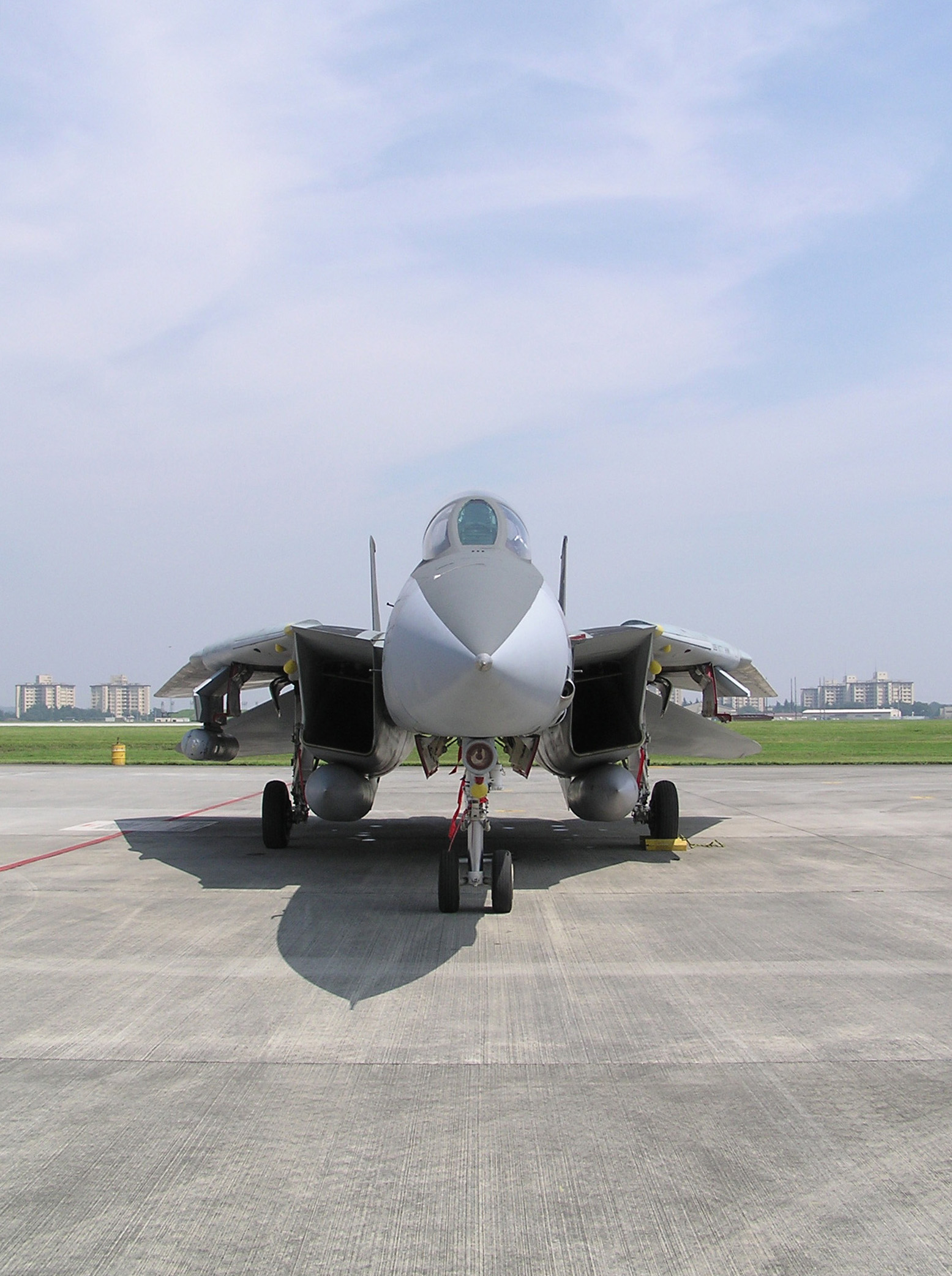
F-14B, vista frontal, tomas de aire rectangulares, similares al Super Hornet.

El nuevo caza pesado Super Hornet, bimotor y doble deriva, es un 20 por ciento más grande, 3000 kg más pesado en vacío, y 6800 kg más pesado a plena carga de armas y combustible, que el anterior diseño del caza de peso medio Hornet original. Además, puede llevar un 30 por ciento más de combustible interno, incrementando así su alcance un 41 por ciento y su autonomía un 50 por ciento sobre el Hornet. Aun así, no resulta un avión demasiado pesado, teniendo en cuenta que el peso en vacío del Super Hornet es alrededor de 5000 kg menos que el del F-14 Tomcat, al que finalmente reemplazó.
Tiene alas más grandes, con un borde de "diente de perro" para aumentar la sustentabilidad de la aeronave a bajas velocidades, los elevadores horizontales tienen un nuevo diseño aerodinámico, son más grandes y adelantados para mejorar su elevación, dobles derivas (timón vertical) más grandes, que se extienden hasta las alas principales, con un nuevo diseño que ofrece más estabilidad y mejor desempeño de vuelo a media y baja altitud.

### Cambios en la estructura
El fuselaje delantero del Super Hornet está inalterado, pero el resto del avión comparte poco con los primeros modelos F/A-18C/D Hornet. El fuselaje fue alargado 34 pulgadas (0,86 m) para hacer sitio para combustible y futuras actualizaciones de aviónica, y se le aumentó la superficie alar un 25 %. Sin embargo, el Super Hornet tiene un 42% menos de partes estructurales que el Hornet original. El motor General Electric F414, desarrollado a partir del General Electric F404 del Hornet, tiene un 35 % más de potencia. El Super Hornet puede regresar al portaaviones con mayor carga de municiones y de combustible sin consumir que el Hornet original. El término para esta habilidad es conocido como "bringback". El "bringback" para el Super Hornet es de más de 4000 kg (9000 libras).

### Medidas para la reducción de la señal de radar

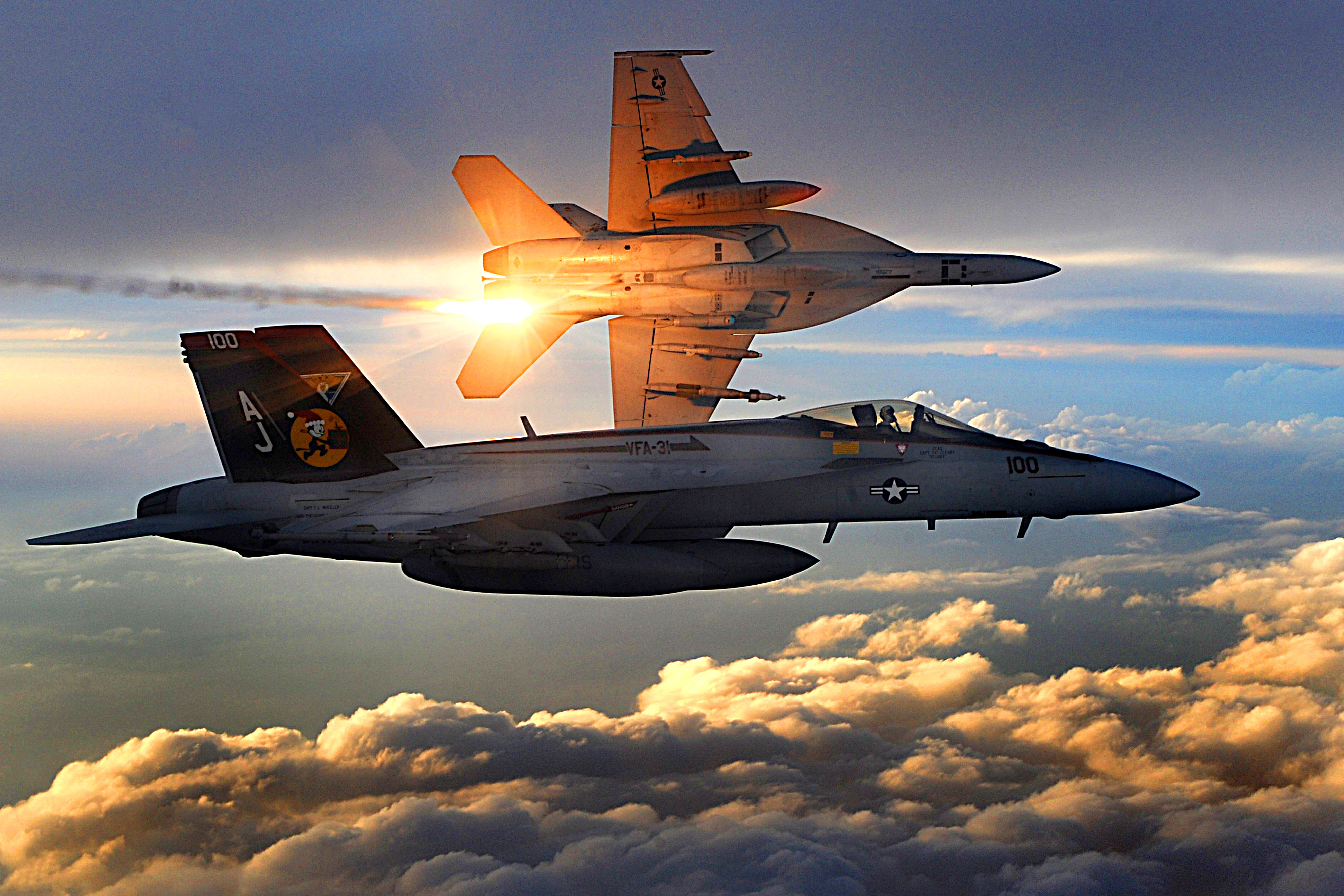
Dos F/A-18 Super Hornet del Escuadrón de Caza y Ataque 31 de la Armada estadounidense, volando en una patrulla de combate sobre Afganistán, 15 de diciembre de 2008.

La sección radar equivalente o RCS (del inglés Radar Cross Section) del F/A-18E/F se ha reducido mucho en varios aspectos, principalmente delante y detrás. Para reducir la RCS frontal se han modificado las tomas de aire de los motores. La alineación de los bordes de ataque de las tomas se han diseñado para dispersar la radiación hacia los lados, dentro se montan estructuras fijas con forma de álabe que reflejan la radiación para que no incidan sobre los álabes del motor.
También se usan con profusión las juntas de paneles con formas aserradas y el alineamiento de los bordes. Se han eliminado o rellenado los huecos de unión entre superficies y cavidades resonantes. Allí donde el F/A-18A-D usa rejillas para cubrir escapes o tomas de aire, el Super Hornet usa paneles perforados que resultan opacos a las frecuencias de las ondas de radar. Muchos bordes de paneles se han alineado de modo que dispersen la radiación.
Se afirma que el Super Hornet emplea más medidas de reducción de sección radar equivalente que ningún otro caza contemporáneo, a excepción de los F-22 y F-35 de quinta generación. No es un verdadero caza furtivo como el F-22, pero tiene una RCS frontal menor que la anterior generación de cazas.

### Misión como avión cisterna

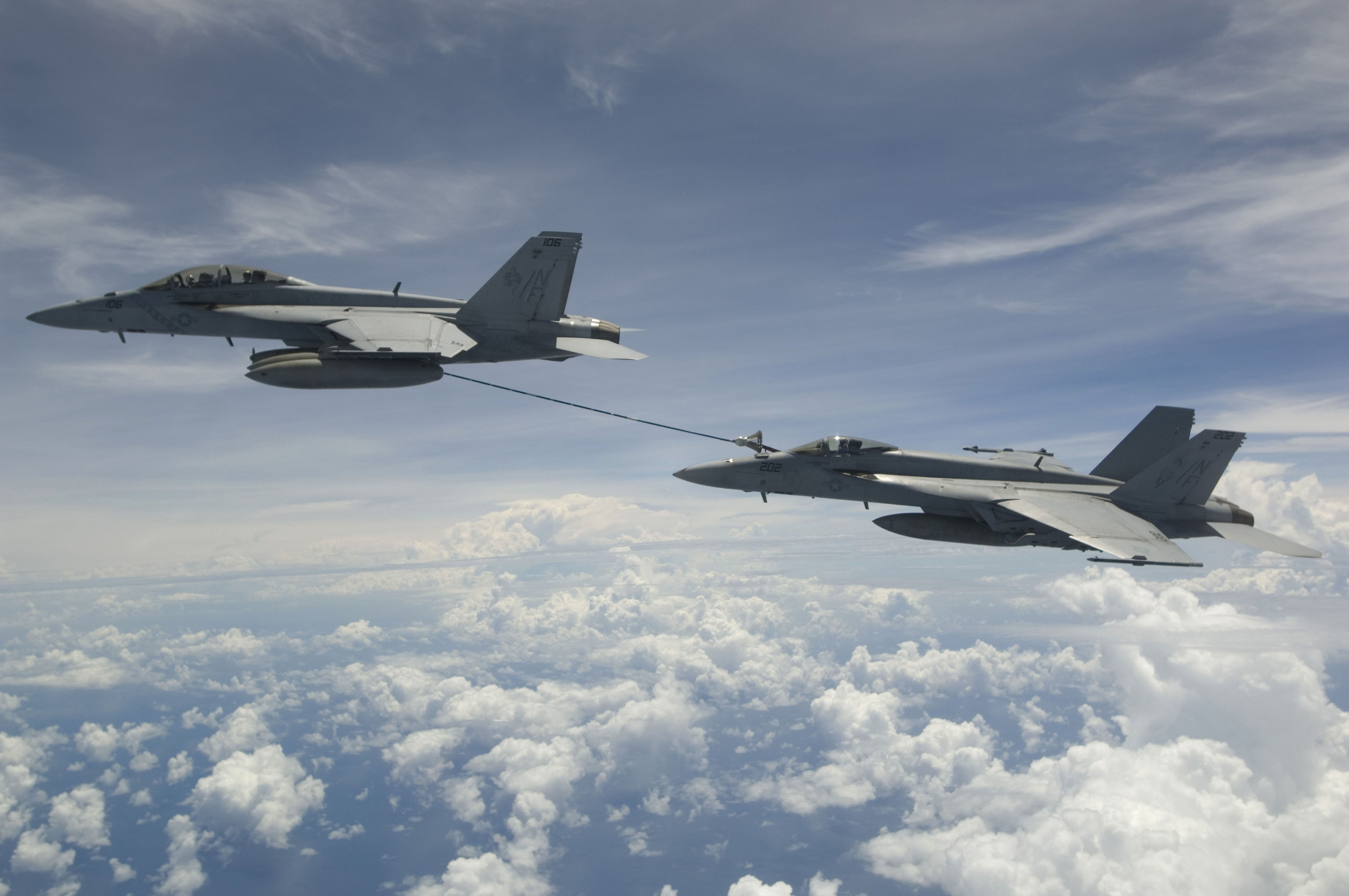
Un F/A-18F reabasteciendo en vuelo a un F/A-18E sobre la Bahía de Bengala en 2007.

El nuevo "Super Hornet", a diferencia del "Hornet" anterior, puede ser equipado con un sistema de Reabastecimiento en vuelo o ARS (siglas en inglés de aerial refueling system) con un depósito de combustible externo instalado bajo el fuselaje central, para reabastecer de combustible a otras aeronaves, ocupando el puesto de avión cisterna táctico que la Armada de los Estados Unidos había perdido con la retirada de los aviones KA-6D derivados del A-6 Intruder.
El nuevo sistema ARS incluye un depósito externo de combustible de 1200 litros (330 galones) con una manguera extensible en la zona central, junto con cuatro depósitos externos de 1800 litros (480 galones) en los pilones subalares que, junto a la capacidad de transporte de combustible en los depósitos internos de la aeronave, permiten el transporte de un total de 13 000 kg de combustible para poder reabastecer a otros aviones de combate y aumentar su alcance en combate y misiones de patrulla para la defensa de los portaaviones, y participar con éxito en misiones de ataque naval y terrestre.

### Misiones que desempeña

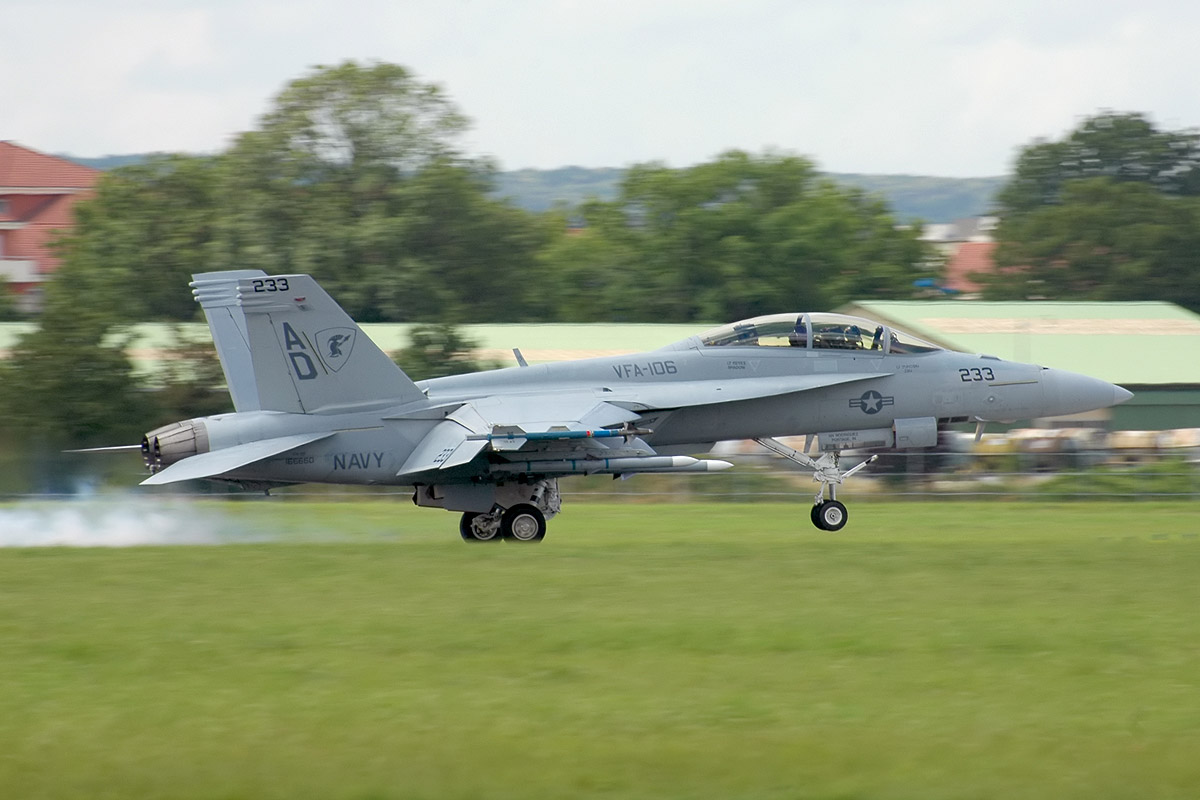
Un F/A-18F de la Armada de los Estados Unidos aterrizando durante el Paris Air Show de 2007.

- Ataques diurnos y nocturnos con armas guiadas de precisión.
- Defensa antiaérea.
- Caza de escolta.
- Apoyo aéreo cercano.
- Supresión de defensas antiaéreas enemigas.
- Guerra antisuperficie.
- Reconocimiento.
- Control aéreo avanzado aerotransportado, abreviado FAC(A) (del inglés Forward Air Control (Airborne)).
- Reabastecimiento en vuelo.
- Lanzamiento de folletos con contenedores PDU-5 (Payload Delivery Unit 5).[25]

### Armamento
| Arma/Punto de anclaje                                             | 1                                                 | 2                                                 | 3                                                 | 4                                                 | 5                                                 | 6                                                 | 7                                                 | 8                                                 | 9                                                 | 10                                                | 11                                                | Notas                                             |
| Misiles aire-aire (Cantidad por punto de anclaje)                 | Misiles aire-aire (Cantidad por punto de anclaje) | Misiles aire-aire (Cantidad por punto de anclaje) | Misiles aire-aire (Cantidad por punto de anclaje) | Misiles aire-aire (Cantidad por punto de anclaje) | Misiles aire-aire (Cantidad por punto de anclaje) | Misiles aire-aire (Cantidad por punto de anclaje) | Misiles aire-aire (Cantidad por punto de anclaje) | Misiles aire-aire (Cantidad por punto de anclaje) | Misiles aire-aire (Cantidad por punto de anclaje) | Misiles aire-aire (Cantidad por punto de anclaje) | Misiles aire-aire (Cantidad por punto de anclaje) | Misiles aire-aire (Cantidad por punto de anclaje) |
| ----------------------------------------------------------------- | ------------------------------------------------- | ------------------------------------------------- | ------------------------------------------------- | ------------------------------------------------- | ------------------------------------------------- | ------------------------------------------------- | ------------------------------------------------- | ------------------------------------------------- | ------------------------------------------------- | ------------------------------------------------- | ------------------------------------------------- | ------------------------------------------------- |
| AIM-9 Sidewinder                                                  | 1                                                 | 1                                                 | 2                                                 | 2                                                 | -                                                 | -                                                 | -                                                 | 2                                                 | 2                                                 | 1                                                 | 1                                                 |                                                   |
| AIM-7 Sparrow                                                     | -                                                 | 1                                                 | 1                                                 | 1                                                 | 1                                                 | -                                                 | 1                                                 | 1                                                 | 1                                                 | 1                                                 | -                                                 |                                                   |
| AIM-120 AMRAAM                                                    | -                                                 | 1                                                 | 2                                                 | 2                                                 | 1                                                 | -                                                 | 1                                                 | 2                                                 | 2                                                 | 1                                                 | -                                                 |                                                   |
| Misiles aire-superficie (Cantidad por punto de anclaje)           |                                                   |                                                   |                                                   |                                                   |                                                   |                                                   |                                                   |                                                   |                                                   |                                                   |                                                   |                                                   |
| AGM-65 Maverick                                                   | -                                                 | 1                                                 | 1                                                 | 1                                                 | -                                                 | -                                                 | -                                                 | 1                                                 | 1                                                 | 1                                                 | -                                                 |                                                   |
| AGM-84 Harpoon                                                    | -                                                 | -                                                 | 1                                                 | 1                                                 | -                                                 | -                                                 | -                                                 | 1                                                 | 1                                                 | -                                                 | -                                                 |                                                   |
| AGM-84H SLAM-ER                                                   | -                                                 | -                                                 | 1                                                 | 1                                                 | -                                                 | -                                                 | -                                                 | 1                                                 | 1                                                 | -                                                 | -                                                 |                                                   |
| AGM-88 HARM                                                       | -                                                 | 1                                                 | 1                                                 | 1                                                 | -                                                 | -                                                 | -                                                 | 1                                                 | 1                                                 | 1                                                 | -                                                 |                                                   |
| AGM-154 JSOW                                                      | -                                                 | -                                                 | 1                                                 | 1                                                 | -                                                 | -                                                 | -                                                 | 1                                                 | 1                                                 | -                                                 | -                                                 |                                                   |
| AGM-158 JASSM                                                     | -                                                 | -                                                 | 1                                                 | 1                                                 | -                                                 | -                                                 | -                                                 | 1                                                 | 1                                                 | -                                                 | -                                                 |                                                   |
| AGM-158C LRASM                                                    | -                                                 | -                                                 | 1                                                 | 1                                                 | -                                                 | -                                                 | -                                                 | 1                                                 | 1                                                 | -                                                 | -                                                 | Integración planificada para 2019                 |
| Bombas aire-superficie (Cantidad por punto de anclaje)            |                                                   |                                                   |                                                   |                                                   |                                                   |                                                   |                                                   |                                                   |                                                   |                                                   |                                                   |                                                   |
| GBU-10/12/16                                                      | -                                                 | 1                                                 | 2                                                 | 2                                                 | -                                                 | 1                                                 | -                                                 | 2                                                 | 2                                                 | 1                                                 | -                                                 |                                                   |
| GBU-24                                                            | -                                                 | -                                                 | 1                                                 | 1                                                 | -                                                 | -                                                 | -                                                 | 1                                                 | 1                                                 | -                                                 | -                                                 |                                                   |
| GBU-31/32/38 JDAM                                                 | -                                                 | -                                                 | 1                                                 | 1                                                 | -                                                 | -                                                 | -                                                 | 1                                                 | 1                                                 | -                                                 | -                                                 |                                                   |
| Mark 82/83                                                        | -                                                 | 1                                                 | 2                                                 | 2                                                 | -                                                 | 1                                                 | -                                                 | 2                                                 | 2                                                 | 1                                                 | -                                                 |                                                   |
| Depósitos de combustible externos (Cantidad por punto de anclaje) |                                                   |                                                   |                                                   |                                                   |                                                   |                                                   |                                                   |                                                   |                                                   |                                                   |                                                   |                                                   |
| Tanque externo FPU-11/A                                           | -                                                 | -                                                 | 1                                                 | 1                                                 | -                                                 | 1                                                 | -                                                 | 1                                                 | 1                                                 | -                                                 | -                                                 |                                                   |
| Pod cisterna                                                      | -                                                 | -                                                 | -                                                 | -                                                 | -                                                 | 1                                                 | -                                                 | -                                                 | -                                                 | -                                                 | -                                                 |                                                   |

### Componentes del F/A-18E/F
Leyenda:  Estados Unidos -  Finlandia -  India -  Noruega -  Reino Unido

#### Estructura
| Sistema                       | País                | Fabricante                    | Notas |
| ----------------------------- | ------------------- | ----------------------------- | ----- |
| Puerta de la bodega del cañón | Bandera de la India | Hindustan Aeronautics Limited |       |

#### Electrónica

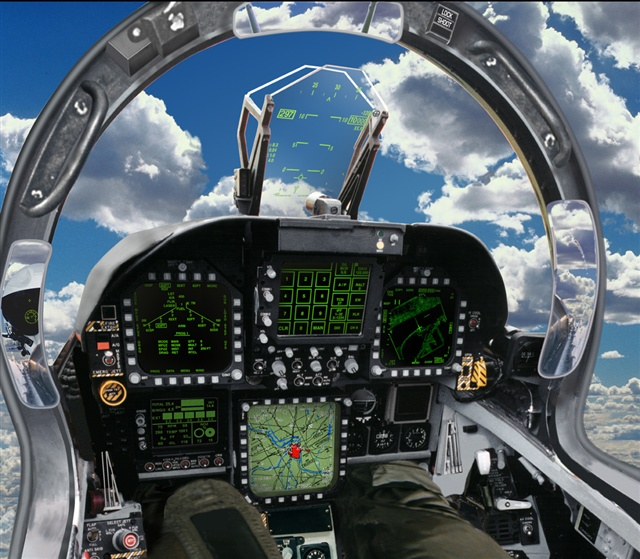
Cabina tradicional con 3 MFDs.
Existe una WAD para el Block III.

| Sistema                                                  | País                      | Fabricante                    | Notas                                               |
| -------------------------------------------------------- | ------------------------- | ----------------------------- | --------------------------------------------------- |
| Lenguaje de programación del OFP                         |                           |                               | C++                                                 |
| Sistema de control de vuelo                              |                           |                               | Cuádruple FBW digital. Bucle completamente cerrado. |
| GCAS                                                     |                           |                               | Sí                                                  |
| Auto-GCAS                                                | Bandera de Estados Unidos |                               | No (planificado)                                    |
| TAWS                                                     |                           |                               | Sí (actualización)                                  |
| ACAS                                                     |                           |                               | No                                                  |
| Computadora de misión                                    | Bandera de Estados Unidos | General Dynamics              | Modelo Type 4 AMC (2014, actual)                    |
| Lenguaje de programación de la Type 4 AMC                |                           |                               | C++                                                 |
| Radar                                                    | Bandera de Estados Unidos | Raytheon                      | Modelo AN/APG-73                                    |
| Radar AESA (opción)                                      | Bandera de Estados Unidos | Raytheon                      | Modelo AN/APG-79 (GaAs)                             |
| Sistema de enlace de datos (opción)                      | Bandera de Estados Unidos |                               | Tipo MIDS-LVT(1)                                    |
| Sistema de enlace de datos (opción)                      | Bandera de Estados Unidos |                               | Tipo JTRS                                           |
| Sistema de escape                                        | Bandera del Reino Unido   | Martin-Baker                  | Asiento eyectable modelo Mk.14                      |
| Sistema de advertencia de radar                          | Bandera de Estados Unidos | Raytheon                      | Modelo AN/ALR-67(V)3                                |
| CPUs del sistema de advertencia de radar                 | Bandera de Estados Unidos | Freescale                     | PowerPC G4                                          |
| Sistema ECM (opción)                                     | Bandera de Estados Unidos | Northrop Grumman ITT Avionics | Modelo AN/ALQ-165                                   |
| Sistema ECM (opción)                                     | Bandera de Estados Unidos | BAE Systems                   | Modelo AN/ALQ-214                                   |
| Pod dispensador de chaff y señuelos infrarrojos (opción) | Bandera de Estados Unidos |                               | Modelo SUU-42A/A                                    |
| Pod de señuelo remolcado (opción)                        | Bandera de Estados Unidos | Raytheon                      | Modelo AN/ALE-50                                    |
| Pod de señuelo remolcado (opción)                        | Bandera de Estados Unidos | BAE Systems                   | Modelo AN/ALE-55                                    |
| Pod de búsqueda de objetivos (opción)                    | Bandera de Estados Unidos | Raytheon                      | Modelo AN/ASQ-228 ATFLIR                            |
| Pod de enlace de datos (opción)                          | Bandera de Estados Unidos | Raytheon                      | Modelo AWW-13                                       |
| Misil señuelo ADM-141 TALD (opción)                      | Bandera de Estados Unidos | Brunswick Corporation         | Hasta 12                                            |

#### Armamento
| Sistema                                                                | País                                                                  | Fabricante                                 | Notas                        |
| ---------------------------------------------------------------------- | --------------------------------------------------------------------- | ------------------------------------------ | ---------------------------- |
| Cañón                                                                  | Bandera de Estados Unidos                                             | General Dynamics General Electric          | M61 Vulcan rotativo de 20 mm |
| Kit de guiado láser Paveway II para bombas de caída libre              | Bandera de Estados Unidos                                             | Lockheed Martin Raytheon Texas Instruments |                              |
| Kit de guiado láser Paveway III para bombas de caída libre             | Bandera de Estados Unidos                                             | Raytheon Texas Instruments                 |                              |
| Kit de guiado GPS/láser Enhanced Paveway II para bombas de caída libre | Bandera de Estados Unidos                                             | Raytheon Lockheed Martin                   |                              |
| Kit de guiado JDAM para bombas de caída libre                          | Bandera de Estados Unidos                                             | Boeing                                     |                              |
| Bomba planeadora furtiva AGM-154 Joint Standoff Weapon                 | Bandera de Estados Unidos                                             | Raytheon                                   |                              |
| Misil antirradiación AGM-88 HARM                                       | Bandera de Estados Unidos                                             | Raytheon                                   |                              |
| Misil aire-superficie AGM-65 Maverick                                  | Bandera de Estados Unidos                                             | Raytheon                                   |                              |
| Misil de crucero aire-superficie furtivo AGM-158 JASSM                 | Bandera de Estados Unidos                                             | Lockheed Martin                            |                              |
| Misil de crucero aire-superficie y antibuque AGM-84H/K SLAM-ER         | Bandera de Estados Unidos                                             | Boeing Defense, Space & Security           |                              |
| Misil antibuque AGM-84 Harpoon                                         | Bandera de Estados Unidos                                             | Boeing Defense, Space & Security           |                              |
| Misil de crucero furtivo antibuque AGM-158C LRASM                      | Bandera de Estados Unidos                                             | Lockheed Martin                            |                              |
| Misil aire-aire de corto alcance AIM-9X Sidewinder                     | Bandera de Estados Unidos · Bandera de Finlandia · Bandera de Noruega | Raytheon NAMMO                             |                              |
| Misil aire-aire de medio alcance AIM-7 Sparrow                         | Bandera de Estados Unidos                                             | Raytheon                                   |                              |
| Misil aire-aire BVR AIM-120 AMRAAM                                     | Bandera de Estados Unidos · Bandera de Finlandia · Bandera de Noruega | Raytheon NAMMO                             |                              |
| Kit de conversión a mina naval Quickstrike para bombas de caída libre  | Bandera de Estados Unidos                                             | Sechan                                     |                              |
| Bomba Mark 82                                                          | Bandera de Estados Unidos                                             | General Dynamics                           |                              |
| Bomba Mark 83                                                          | Bandera de Estados Unidos                                             | General Dynamics                           |                              |
| Bomba Mark 84                                                          | Bandera de Estados Unidos                                             | General Dynamics                           |                              |

#### Propulsión
| Sistema                          | País                      | Fabricante       | Notas                       |
| -------------------------------- | ------------------------- | ---------------- | --------------------------- |
| Motor                            | Bandera de Estados Unidos | General Electric | 2× F414-GE-400              |
| Tanque externo FPU-11/A (opción) | Bandera de Estados Unidos | AeroBase Group   | 1 a 4. 1800 litros cada uno |
| Pod cisterna A/A42R-1 (opción)   | Bandera de Estados Unidos | Parker Hannifan  |                             |

## Historia operacional

### Armada de los Estados Unidos
La primera unidad en sacar sus aviones F/A-18 Super Hornet a combatir fue el escuadrón VFA-115. El 6 de noviembre de 2002, dos F/A-18E llevaron a cabo un ataque Response Option en apoyo a la Operación Southern Watch contra dos lanzaderas de misiles tierra-aire en Kut y un mando de defensa aérea con búnker de control en la base aérea de Tallil. Uno de los tripulantes, el teniente John Turner, lanzó bombas JDAM de 900 kg (2000 libras) por primera vez en el historial de combate del F/A-18E.
El 6 de abril de 2005, los escuadrones VFA-154 y VFA-147 lanzaron dos bombas guiadas por láser de 500 libras sobre una posición de insurgencia enemiga al este de Bagdad.
El 8 de septiembre de 2006, aviones F/A-18F Super Hornet del escuadrón VFA-211 lanzaron bombas GBU-12 y GBU-38 contra milicianos y fortificaciones talibán al oeste y noroeste de Kandahar. Esta fue la primera vez que esta unidad entró en combate con el Super Hornet.
El 7 de agosto de 2014, los oficiales de defensa de los Estados Unidos anunciaron que habían sido autorizados para lanzar misiones de bombardeo sobre las fuerzas del Estado Islámico en el norte de Irak. La decisión de emprender medidas directas se tomó para proteger al personal estadounidense en la ciudad de Irbil, y para garantizar la seguridad de los aviones de transporte que realizaban lanzamientos aéreos a los civiles de Yazidi. El 8 de agosto, dos Super Hornet despegaron de George H.W. Bush y lanzaron bombas de 500 lb guiadas por láser sobre una "pieza de artillería móvil" que los militantes habían estado usando para bombardear las fuerzas kurdas que defendían la ciudad. Más tarde ese mismo día, cuatro aviones más alcanzaron un convoy de siete vehículos y una posición de mortero.
El 18 de junio de 2017, un F/A-18E de la Armada derribó a un cazabombardero Su-22 de la Fuerza Aérea Siria que supuestamente había bombardeado una posición mantenida por las Fuerzas Democráticas Sirias (SDF) apoyadas por los Estados Unidos, cerca de Tabqa; según el gobierno sirio, el Su-22 estaba bombardeando una posición mantenida por el Estado Islámico. Esta fue la primera victoria aérea sobre un avión tripulado por un caza estadounidense desde 1999, la primera victoria aire-aire de un Super Hornet y la tercera victoria de una aeronave F/A-18. El derribo fue ejecutado por el Capitán de Corbeta Michael "MOB" Tremel, un piloto asignado al Escuadrón de Combate Strike 87 a bordo del portaaviones George H.W. Bush. Un E-3 Sentry emitió varias advertencias al Su-22, y después de que lanzara bombas cerca de los combatientes de la SDF, Tremel independientemente hizo la solicitud de derribar la aeronave con base en las reglas de enfrentamiento establecidas. El Super Hornet disparó primero un AIM-9X Sidewinder que falló después de ser desviado por las bengalas lanzadas desde el avión sirio, luego disparó un AIM-120D AMRAAM que impactó en la aeronave y haciendo que cayera a tierra, tras unos segundos, el piloto del avión fue expulsado de forma segura; todo el combate duró ocho minutos.
En 2018, a Boeing se le otorgó un contrato para convertir nueve F/A-18E Super Hornet de un solo asiento y dos F/A-18F biplaza para ser utilizados por los Blue Angels, el primer avión convertido se completaría para 2021.

### Real Fuerza Aérea Australiana
El 3 de mayo de 2007, el gobierno australiano firmó un contrato de 2900 millones de dólares australianos para adquirir 24 F/A-18F para la Real Fuerza Aérea Australiana (RAAF), como un reemplazo provisional para los F-111 envejecidos. Se esperaba que el coste total de la capacitación y el apoyo durante 10 años fuera de 6000 millones de dólares australianos (4600 millones de USD). La orden fue controvertida. Peter Criss, un excomandante aéreo, dijo que estaba "absolutamente asombrado" de que se gastaran 6000 millones en un avión interino, y citó pruebas proporcionadas por el Comité de Servicios Armados del Senado de Estados Unidos. El Air Commodore (ret.) Ted Bushell declaró que el F/A-18F no podía desempeñar el rol asignado, y que el F-111 era adecuado para el rol estratégico de disuasión/ataque hasta al menos 2020. Se afirmó que la compra de F/A-18F podía facilitar las ventas adicionales del Super Hornet australiano, especialmente si el programa F-35 tuviera más dificultades.
El 31 de diciembre de 2007, el nuevo gobierno laborista australiano anunció una revisión de los planes de adquisición de aviones de combate de la RAAF. Las principales razones que se dieron fueron las preocupaciones sobre la idoneidad operativa, la falta de un proceso de revisión adecuado y las creencias internas de que no se requería un caza interino. El 17 de marzo de 2008, el Gobierno anunció que continuaría con los planes para adquirir los 24 F/A-18F. El Ministro de Defensa Joel Fitzgibbon dijo que el Super Hornet era un "excelente avión"; también indicó que los costes y los factores logísticos contribuyeron a la decisión: la jubilación del F-111 era "irreversible"; "sólo" el F/A-18F podría cumplir con el plazo y esa cancelación "traería sanciones económicas significativas y crearía tensiones comprensibles entre los socios del contrato".
El paquete de aviones del Bloque II que se ofrece a la RAAF incluye motores instalados y seis repuestos, radares AESA APG-79, conectividad Link 16, lanzadores de misiles guiados LAU-127, señuelos remolcados de fibra óptica AN/ALE-55 y otros equipos. El gobierno también ha solicitado la aprobación de las exportaciones de Estados Unidos para elBoeing EA-18G Growler. El 27 de febrero de 2009, Fitzgibbon anunció que 12 de los 24 Super Hornet serían conectados a la línea de producción para futuras modificaciones como EA-18G. El cableado adicional costaría 35 millones de dólares australianos. La decisión final sobre la conversión a EA-18G, a un coste de 300 millones de dólares australianos, se tomaría en 2012.
El primer Super Hornet de RAAF se completó en 2009 y voló por primera vez desde la fábrica de Boeing en San Luis, Misuri, el 21 de julio del mismo año. Los equipos de RAAF comenzaron a entrenar en los estados Unidos en 2009. Los primeros cinco F/A-18F de RAAF llegaron a su base de operaciones, RAAF Base Amberley, en Queensland, el 26 de marzo de 2010; y se unieron otros seis aviones el 7 de julio del mismo año. Tras la llegada de otros cuatro aviones en diciembre de 2010, el primer escuadrón de F/A-18F de la RAAF se declaró operativo el 9 de diciembre de ese año.
En diciembre de 2012, el gobierno australiano solicitó información a los Estados Unidos sobre el coste de adquirir 24 F/A-18F adicionales, que se pueden comprar para evitar una brecha en la capacidad debido a los retrasos en los programas del F-35. En febrero de 2013, la Agencia de Cooperación para la Seguridad de la Defensa de los Estados Unidos notificó al Congreso sobre una posible venta de militares extranjeros a Australia por hasta 12 aviones F/A-18E/F y 12 EA-18G Growler con equipo asociado, capacitación y apoyo logístico. En mayo de 2013, Australia anunció que conservaría el 24 F/A-18F en lugar de convertirlos y ordenaría 12 nuevos EA-18G. En junio de 2014, Boeing recibió el contrato por los 12 EA-18G, y el primer EA-18G para Australia se lanzó el 29 de julio de 2015.
El 24 de septiembre de 2014, ocho F/A-18F de la RAAF, junto con un cisterna, un avión de alerta temprana y 400 personas llegaron a los Emiratos Árabes Unidos para participar en operaciones contra militantes del Estado Islámico (IS). El 5 de octubre de 2014, la RAAF comenzó oficialmente misiones de combate sobre Irak, con un par de F/A-18F armados con bombas guiadas por GPS y un avión de reabastecimiento de combustible KC-30A; volvieron a salvo a la base sin atacar a los objetivos. El 8 de octubre de 2014, un Super Hornet australiano realizó su primer ataque contra las fuerzas de IS, lanzando dos bombas en una instalación del ISIS en el norte de Irak. En 2017, la RAAF reemplazó a los Super Hornet del Escuadrón n.º 6 de la RAAF con EA-18G y transfirió los Super Hornet del n.º 6 al Escuadrón n.º 1 de la RAAF.

## Variantes
F/A-18E Super Hornet
Variante monoplaza.
F/A-18F Super Hornet
Variante biplaza.
EA-18G Growler
Versión para guerra electrónica del F/A-18F Super Hornet, programado para entrar en producción en el año 2008 y ser desplegado en la flota estadounidense en el 2009. El EA-18G reemplazará al EA-6B Prowler como avión de guerra electrónica en la Armada de los Estados Unidos.
F/A-18E/F Advanced Super Hornet
Super Hornet Block III, variante avanzada del F/A-18 Super Hornet.

## Operadores

### Actuales
Estados Unidos

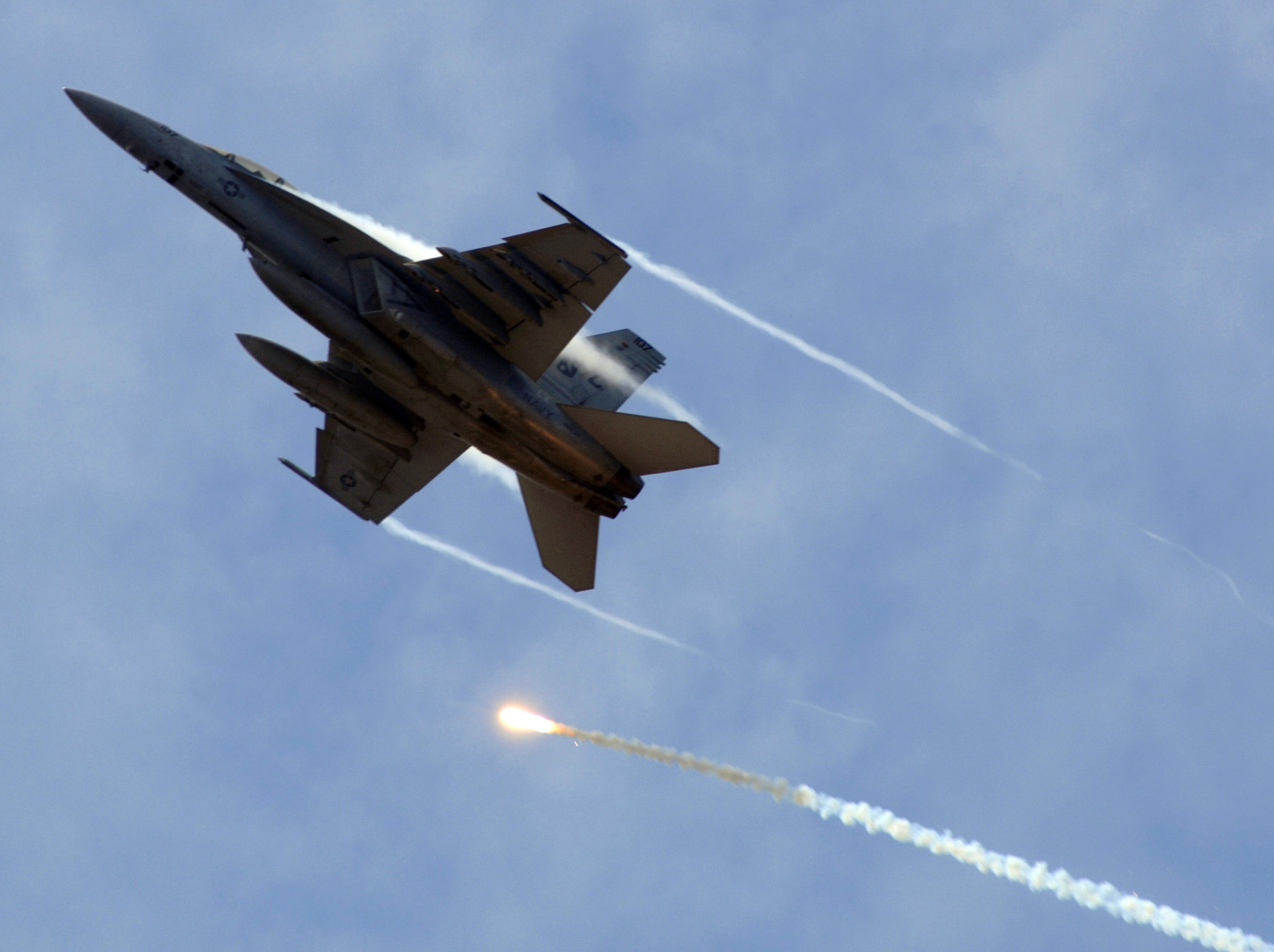
Un F/A-18F Super Hornet del Escuadrón de Cazabombarderos 11 (VFA-11) de la Armada de los Estados Unidos realizando maniobras evasivas durante una demostración aérea.

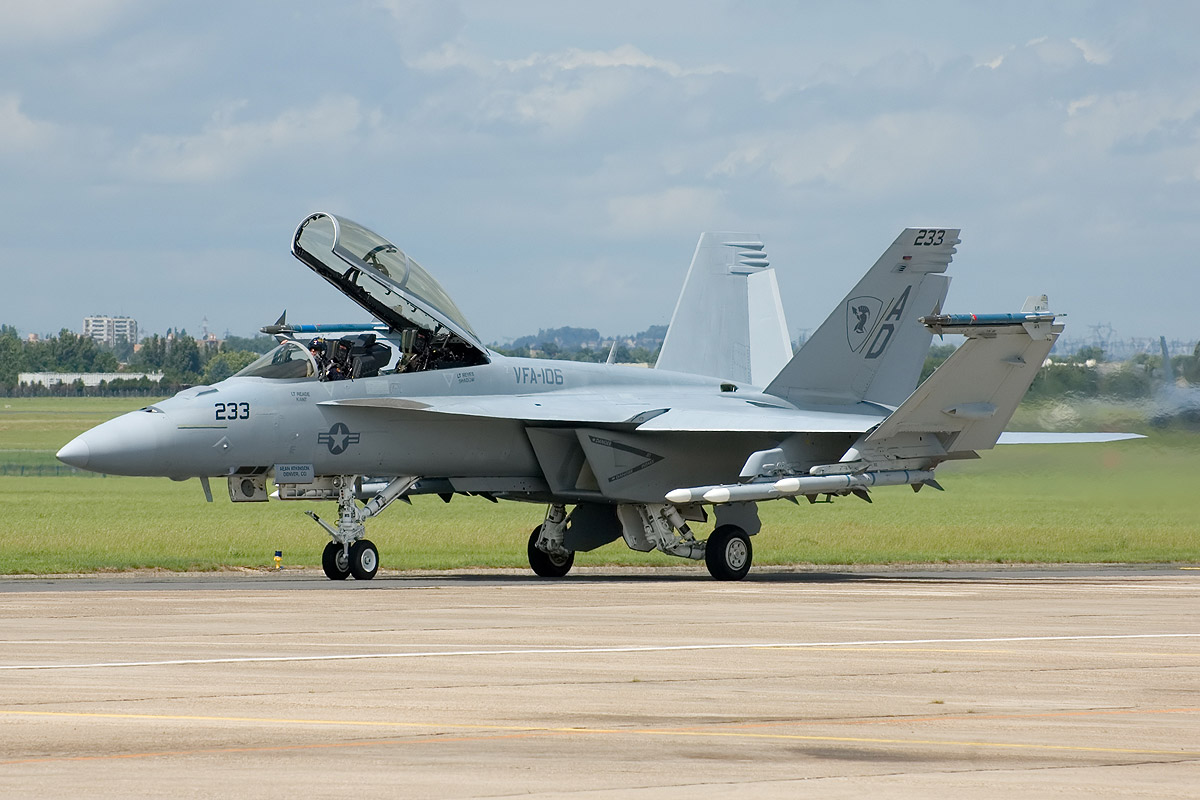
Un F/A-18F del VFA-106 en el Paris Air Show de 2007.

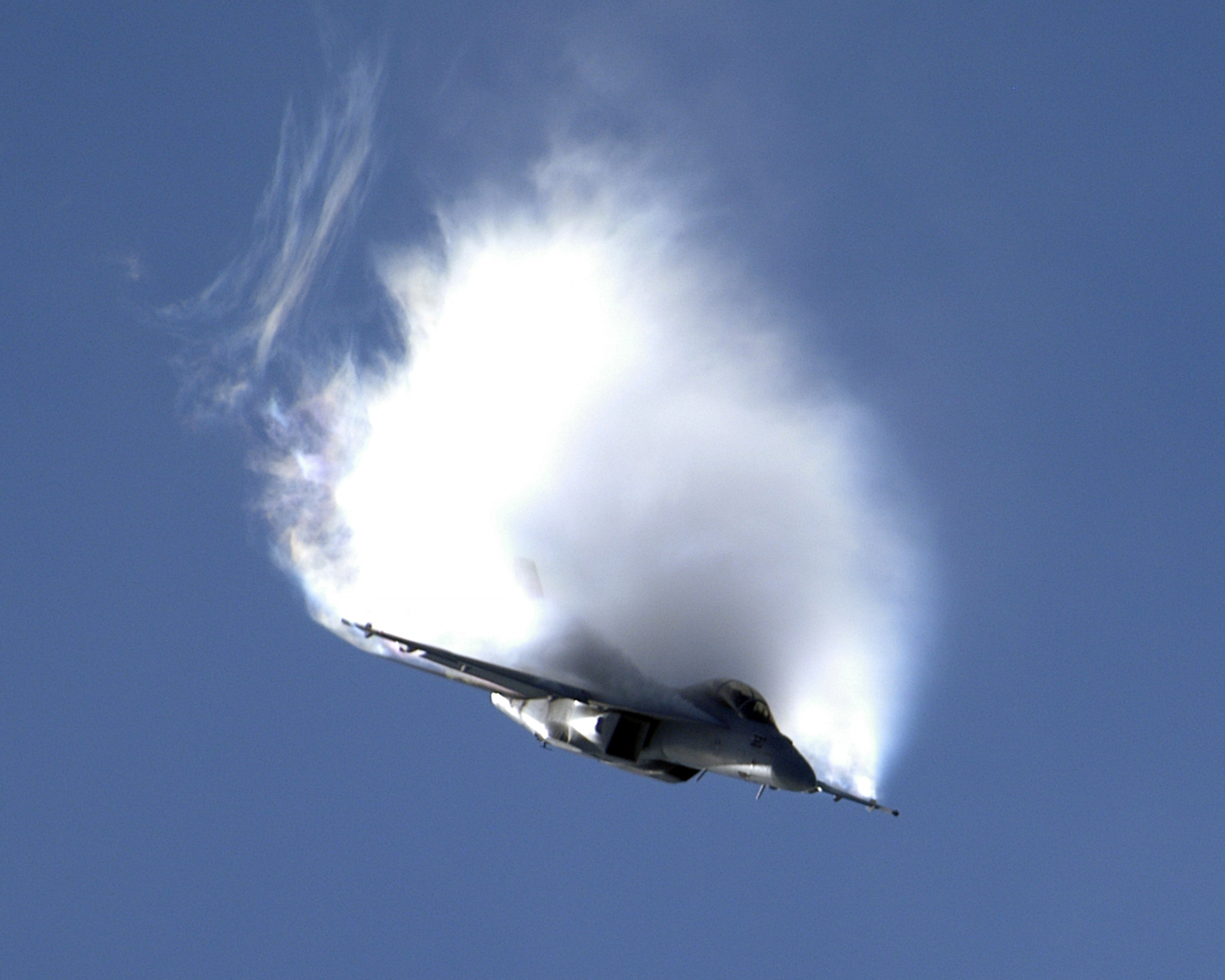
Un F/A-18F del VFA-122 realizando una maniobra de alta Fuerza G durante la exhibición aérea "In Pursuit of Liberty" 2004 en la Estación Aeronaval Oceana.

- Armada de los Estados Unidos: 467 en servicio 2018
  - Flota del Pacífico:
    - VFA-2 "Bounty Hunters" (F/A-18F).
    - VFA-14 "Tophatters" (F/A-18E).
    - VFA-22 "Fighting Redcocks" (F/A-18F).
    - VFA-27 "Royal Maces" (F/A-18E).
    - VFA-41 "Black Aces" (F/A-18F).
    - VFA-102 "Diamondbacks" (F/A-18F).
    - VFA-115 "Eagles" (F/A-18E).
    - VFA-122 "Flying Eagles" (Fleet Replacement Squadron, opera F/A-18E/F).
    - VFA-137 "Kestrels" (F/A-18E).
    - VFA-147 "Argonauts" (F/A-18E).
    - VFA-154 "Black Knights" (F/A-18F).

  - Flota del Atlántico:
    - VFA-11 "Red Rippers" (F/A-18F).
    - VFA-31 "Tomcatters" (F/A-18E).
    - VFA-32 "Swordsmen" (F/A-18F).
    - VFA-81 "Sunliners" (F/A-18E).
    - VFA-103 "Jolly Rogers" (F/A-18F).
    - VFA-105 "Gunslingers" (F/A-18E).
    - VFA-106 "Gladiators" (Fleet Replacement Squadron, opera F/A-18A/B/C/D/E/F).
    - VFA-136 "Knighthawks" (F/A-18E).
    - VFA-143 "Pukin' Dogs" (F/A-18E).
    - VFA-211 "Fighting Checkmates" (F/A-18F).
    - VFA-213 "Black Lions" (F/A-18F).

  - Unidades de prueba y evaluación:
    - VX-9 Vampires (Air Test and Evaluation Squadron, utiliza F/A-18E/F y otros aviones).
    - VX-23 Salty Dogs (Air Test and Evaluation Squadron, opera F/A-18E/F y otros aviones).
    - VX-31 Dust Devils (Air Test and Evaluation Squadron, opera F/A-18E/F y otros aviones).
    - NSAWC (Naval Strike and Air Warfare Center), recibió F/A-18F, también opera otros aviones).

 Australia
- Fuerza Aérea Real Australiana, 24 aviones pedidos.

### Posibles
India
Boeing remitió para su estudio una proposición a la Fuerza Aérea de la India (Indian MRCA Competition/Medium Multi-Role Combat Aircraft competition [MMRCA]) el 24 de abril de 2008. La variante ofertada a la India se denomina F/A-18IN. Incluye un radar de la compañía Raytheon, el APG-79 (Active Electronically Scanned Array). En agosto de 2008, Boeing emite una propuesta de codesarrollo industrial en conjunto con la industria aeronáutica de la India, que describe las posibles compañías que cooperarían en su futura fabricación en las plantas de la India.
 Malasia
Boeing ha ofrecido al gobierno de Malasia el Super Hornet, como parte de una reoferta de los F/A-18 Hornet de medio uso, en los inventarios de los dados de baja de la Armada desde el 2002, para salvar el gran esfuerzo económico que implicó el construir estos cazas. De todos modos, el Super Hornet fue desestimado, dado que por ahora el gobierno había optado por comprar el Sukhoi Su-30MKM a mediados de 2007, pero la RMAF, en cabeza de su comandante en jefe, el general Datuk Nik Ismail Nik Mohamaed, ha indicado que la RMAF no tiene planeado dejar pasar la oferta hecha por el parque de aviones F-18 Super Hornet de medio uso de base en tierra, insistiendo en que el arma requiere de estos cazas para cierta clase de operaciones.
 España
El ministerio de Defensa mostró su interés para sustituir sus antiguos EF-18 Hornet en servicio en las Ala 12 y Ala 15, todavía no se ha formalizado ninguna compra.

### Pedidos frustrados
Dinamarca
En 2008, Boeing ha entregado una propuesta de la venta del Super Hornet, como un caza de combate de base en tierra, al gobierno de Dinamarca. El Super Hornet es uno de los tres aviones de caza participantes en la competición danesa para reemplazar a sus 48 F-16 Fighting Falcon.

## Cultura popular
- Jane's Combat Simulations sacó en el año 2000 un simulador de vuelo basado en el F/A-18E Super Hornet y titulado Jane's F/A-18.
- El Super Hornet es el avión embarcado protagonista de la película Tras la línea enemiga de 2001, en la que un F/A-18F es derribado durante la Guerra de Bosnia.
- En el videojuego Battlefield 3, existe una misión llamada Cacería, en la que el jugador es el copiloto de un F-18 y en el multijugador del mismo puede pilotarlo en los mapas Frontera de Caspio, Operación Firestorm y Isla Kharg, mientras se forme parte del Ejército de los Estados Unidos y se juegue al modo conquista.
- En la película Godzilla (2014), en la parte final se pueden apreciar tres F/A-18 Hornet. También aparece brevemente en la película Godzilla vs. Kong.
- Microsoft añadió el F/A-18E a su Flight Simulator en noviembre de 2021, como parte de su edición "GOTY" (siglas en inglés para Juego del Año).
- Aparecen en la película Battleship.
- Aparecen en la serie cinematográfica de Transformers, atacando a los decepticons.
- Estos cazas aparecen brevemente en la película 2012.
- Se pueden apreciar aviones F-18 atacando a las naves extraterrestres en la película Battle: Los Angeles.
- Pueden verse en la película 13 Horas: Los soldados secretos de Bengasi brevemente.
- Es el avión principal de Top Gun: Maverick.
- Se los puede ver en la película White House Down, escoltando al avión presidencial.
- Aviones F-18 pueden ser vistos en la película Hunter Killer.
- Se los puede ver en varias misiones en la película Godzilla: El rey de los monstruos.
- El F-18 se puede usar en el videojuego Heatseeker.

## Especificaciones (F/A-18E/F)
Referencia datos: U.S. Navy fact file, Aerospaceweb

### Características generales
- Tripulación: Uno (piloto) en el F/A-18E, o dos (piloto y navegante) en el F/A-18F.
- Longitud: 18,3 m (60,1 ft)
- Envergadura: 13,6 m (44,7 ft)
- Altura: 4,9 m (16 ft)
- Superficie alar: 46,5 m² (500 ft²)
- Peso vacío: 13 900 kg (30 635,6 lb)
- Peso cargado: 21 320 kg (46 989,3 lb) en configuración caza
- Peso máximo al despegue: 29 900 kg (65 899,6 lb)
- Planta motriz: 2× turbofán General Electric F414-GE-400.
  - Empuje normal: 58 kN (5914 kgf; 13 039 lbf) de empuje cada uno.
  - Empuje con postquemador: 98 kN (9993 kgf; 22 031 lbf) de empuje cada uno.
- Capacidad interna de combustible: 6530 kg (14 400 lb) en el F/A-18E, o 6145 kg (13 550 lb) en el F/A-18F
- Capacidad externa de combustible: 5× depósitos de 480 galones, en total: 7430 kg (16 380 lb).

### Rendimiento
- Velocidad máxima operativa (Vno): 2205 km/h (1370 MPH; 1191 kt) Mach 2,2[15] a 40 000 pies (12 192 m)
- Alcance: 2361 km (1275 nmi; 1467 mi) cargando sólo dos misiles AIM-9 Sidewinder[15]
- Radio de acción: 722 m (2370 ft) para misión de intercepción[36]
- Alcance en ferry: 3334 m (10 937 ft)
- Techo de vuelo: 15 240 m (50 000 ft)
- Carga alar: 453.09

- Empuje/peso:
  - Normal: 0,60
  - Con postquemador: 0,94

### Armamento
- Cañones: 1× M61 Vulcan de 6 cañones rotativos calibre 20 mm en el morro, con 578 proyectiles.
- Puntos de anclaje: 11 en total: 2 en los extremos de las alas, 6 bajo las alas, y 3 bajo el fuselaje con una capacidad de 8050 kg de armamento y combustible externo, para cargar una combinación de:  
  - Bombas: 

    - Bombas guiadas JDAM (PGMs)
    - Bombas guiadas por láser de la serie Paveway
    - Bombas de propósito general Mk 82 y Mk 84
    - Bombas de racimo CBU-87, CBU-89, CBU-97 y CBU-100

  - Misiles: 

    - Misiles aire-aire:
      - 4× AIM-9 Sidewinder o 4× AIM-132 ASRAAM o 4× AIM-120 AMRAAM, y
      - 2× AIM-7 Sparrow o 2× AIM-120 AMRAAM más

    - Misiles aire-tierra:
      - AGM-65 Maverick
      - SLAM ER
      - AGM-88 HARM (antirradar)
      - AGM-154 JSOW

    - Misil antibuque:
      - AGM-84 Harpoon

  - Otros: 

    - Pod dispensador de bengalas/señuelos infrarrojos y pod de señuelos SUU-42A/A o
    - Pod de contramedidas electrónicas (ECM) o
    - Pods de designación de objetivos AN/ASQ-228 ATFLIR o
    - Hasta 3× depósitos externos Sargent Fletcher de 1200 l (330 galones) para vuelo en ferry o combate de largo alcance o
    - 1× depósito externo de 1200 l (330 galones) y 4× 1800 l (480 galones) para el sistema de reabastecimiento en vuelo (ARS).

### Aviónica
- Radar Hughes APG-73 o Raytheon APG-79
- Contramedidas electrónicas defensivas:
  - Pod Northrop Grumman/ITT AN/ALE-165 o sistema integrado BAE Systems AN/ALE-214
  - Señuelo remolcado Raytheon AN/ALE-50 o BAE Systems AN/ALE-55
  - Receptor de alerta radar Northrop Grumman AN/ALR-67(V)3
- Transceptor de enlace de datos (datalink) MIDS LVT o MIDS JTRS

## Aeronaves relacionadas

### Desarrollos relacionados
- McDonnell Douglas F/A-18 Hornet
- Boeing EA-18G Growler

### Aeronaves similares
- J-15
- J-11BH/SH
- Dassault Rafale
- Mikoyan MiG-35
- Eurofighter Typhoon
- Sukhoi Su-33
- Mikoyan MiG-29K

### Secuencias de designación
- Secuencia F-_ (Cazas estadounidenses, 1962-presente): ← F-15/E/J/STOL/MTD - F-16/XL/VISTA - F-17 - F-18/E/F/G - F-20 - F-21 - F-22/YF-22/FB-22 →
- Secuencia A-_ (Aviones de Ataque estadounidenses, serie no secuencial, 1962-presente): A-16 - F/A-16 - F/A-18/E/F/G - F/A-22 - A-26 - A-29 →
- Secuencia A_ (Aeronaves de la RAAF (Serie Tres, Serie Conjunta, 1964-presente)): ← A41 Globemaster III - N42 A109E - A43 RQ-7B Shadow - A44 F/A-18F Super Hornet - A45 Heron - A46 EA-18G Growler - A47 P-8 Poseidon →